# 乔治·贝尔泰
乔治·贝尔泰（法語：Georges Berthet，1903年9月18日—1979年8月14日），法国男子冬季两项运动员。他曾代表法国参加1924年冬季奥林匹克运动会军事巡逻比赛，获得男子团体铜牌。